# Reiner Geye
Reiner Geye (* 22. November 1949 in Duisburg; † 8. August 2002 in Mainz) war ein deutscher Fußballspieler und -funktionär.

## Laufbahn
Seine Laufbahn begann Geye beim TuS Duisburg 48/99, der 1964 mit dem Duisburger SpV zum Verein Eintracht Duisburg fusionierte. 1968 wechselte er zu Fortuna Düsseldorf in die damals zweitklassige Regionalliga. 1971 stieg er mit der Fortuna in die Bundesliga auf und trug dazu als Stürmer mit 25 Saisontoren und zwei Toren in der Aufstiegsrunde bei. Nachdem er sich auch in der Bundesliga zum Torjäger entwickelt hatte, absolvierte er am 15. November 1972 sein erstes von insgesamt vier Länderspielen für die Fußballnationalelf bis 1974 (ein Tor beim Länderspiel am 4. September 1974 in der Schweiz). Mit Fortuna Düsseldorf erreichte er bis 1977 unter anderem zweimal den 3. Platz in der Abschlusstabelle (1972/73 und 1973/74). Nachdem sein Vertrag nicht verlängert worden war, wechselte er zum 1. FC Kaiserslautern. Dort prägte er eine erfolgreiche Phase des Klubs – vor allem unter Trainer Karl-Heinz Feldkamp – mit, in der sich die Pfälzer  von 1978 bis 1983 (1982/83 mit den Trainern Kröner und Diehl) jeweils für den UEFA-Cup qualifizierten und teilweise am engeren Titelrennen beteiligt waren. 1981 stand Geye zudem mit dem FCK im DFB-Pokalfinale. Bei der 1:3-Niederlage gegen Eintracht Frankfurt schoss er das Tor für Kaiserslautern. 1986 beendete er seine Profikarriere.
Nach seiner Laufbahn als Spieler blieb Geye mit seiner Familie in Kaiserslautern. 1988 wurde er ehrenamtlicher Vize-Präsident des FCK und war beim Verein für den sportlichen Bereich, insbesondere für die Transfers zuständig. 1993 übernahm er den neu geschaffenen Posten des Managers. In diesen Funktionen von Geye wurde der FCK Deutscher Meister (1991) und DFB-Pokalsieger (1990). Geyes Transfers fanden über viele Jahre lobende Erwähnung. In der Saison 1995/96 wurde wiederum gerade die Transferpolitik als eine Ursache dafür gesehen, dass der FCK letztlich zum ersten Mal aus der Bundesliga abstieg, weshalb Geye noch während der Saison am 24. März 1996 beurlaubt wurde.
Reiner Geye starb am 8. August 2002 im Alter von 52 Jahren an einer schweren Lebererkrankung.

## Statistik
| Liga (SKE)        | Spiele (Tore) |
| ----------------- | ------------- |
| Bundesliga (I)    | 485 (113)     |
| Regionalliga (II) | 091 0(50)     |
| Wettbewerb        |               |
| DFB-Pokal         | 047 0(16)     |
| UEFA-Cup          | 042 0(7)      |